# Musée des Monuments français (1795)
Pour les articles homonymes, voir musée des Monuments français.
Le musée des Monuments français est un musée parisien ouvert de 1795 à 1816 où sont conservées les pièces architecturales récupérées après la vague populaire de destructions du patrimoine intervenues pendant la première période révolutionnaire française (1789-1794). Il a participé à la création de l'idée de « monument historique » et d'inventaire. Le peintre Alexandre Lenoir est le premier directeur du musée, hébergé dans un ancien couvent du XVIIe siècle, sur la rive gauche de la Seine à Paris, le couvent des Petits-Augustins. À la fermeture en 1816, les locaux sont affectés à l'École nationale supérieure des beaux-arts.
En 1879, Eugène Viollet-le-Duc refonde un musée des monuments français au sein du palais du Trocadéro nouvellement construit.

## Naissance du musée

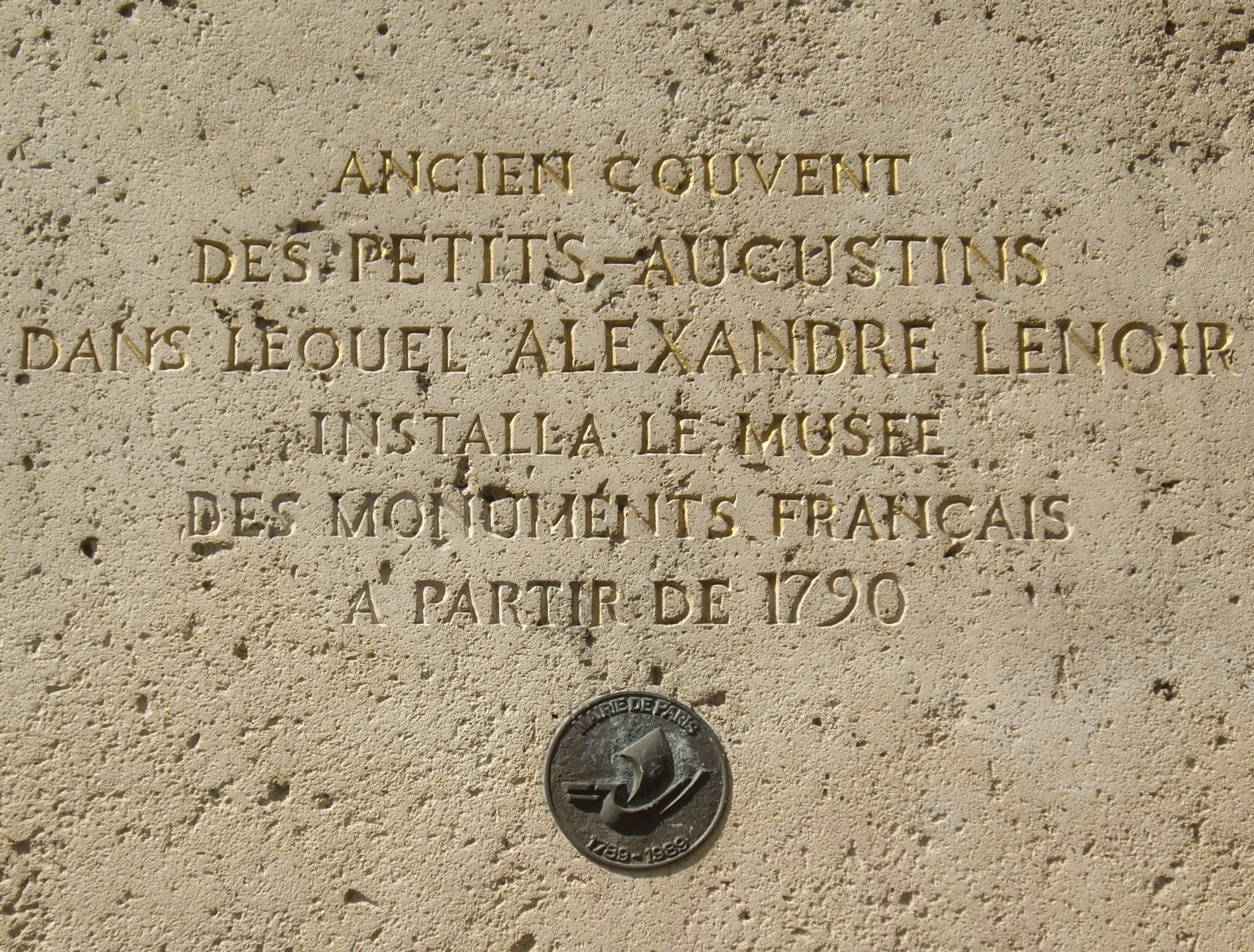
Plaque au no 14 rue Bonaparte (anciennement rue des Petits-Augustins).

Lors de la Révolution française, la Constituante et la Convention nationalisent les biens du clergé, de la couronne de France et des émigrés, et le peuple en révolte dégrade les monuments les plus symboliques de l'absolutisme et de la religion, que sont les bâtiments et statues liés à la royauté et au clergé.
Les députés décident, en 1790, de consacrer le couvent des Petits-Augustins au dépôt de statues et tombeaux ainsi nationalisés et, l'année suivante, élisent à sa tête Alexandre Lenoir. Le 21 octobre 1795, Lenoir ouvre ce dépôt au public comme musée des Monuments français et en est nommé administrateur.

## Contenu du musée
Le musée présente une histoire française des monuments et des sculptures, dans une scénographie dont l'efficacité emporte l'enthousiasme public : la réputation du musée croit rapidement, notamment auprès des étrangers de passage à Paris. Les œuvres sont rangées par époques mais sans explication sur leur contexte. Elles sont soit originales (gisants et orants des rois de France), soit « inventées », pour des soucis de cohésion du mythe national (par exemple, le mausolée pour Héloïse et Abélard placé dans le jardin, nommé « Élysée »),. Il s'agit historiquement du deuxième musée national après le Louvre.

Vues des salles du musée
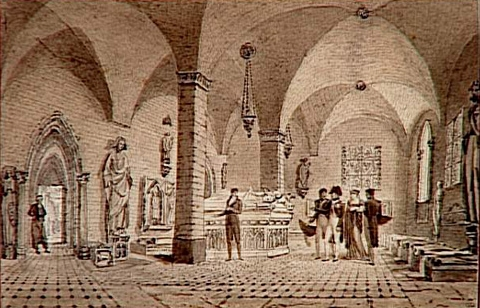
Alexandre Lenoir avec Napoléon et Joséphine dans la Salle du XIIIe siècle.
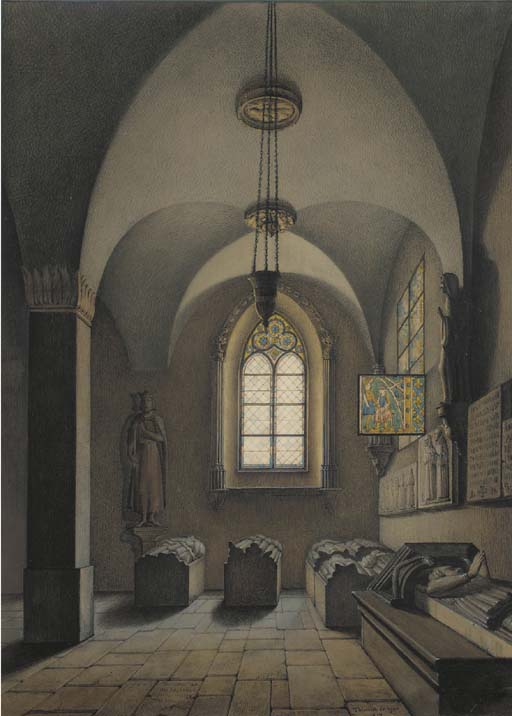
La Salle du XIIIe siècle par Augustin Alexandre Thierriat, 1817.
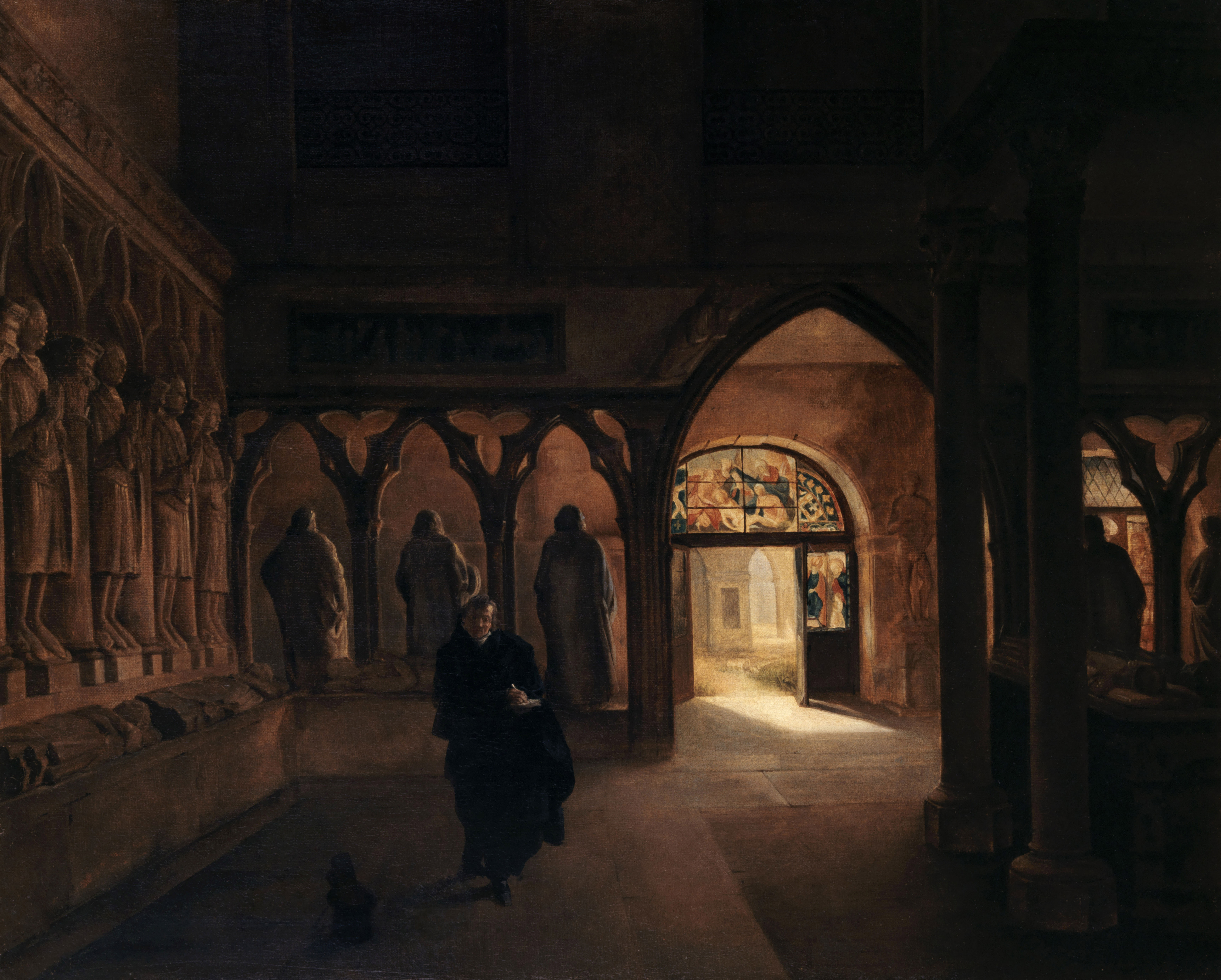
La Salle du XIVe siècle par Charles Marie Bouton , 1821, musée Carnavalet.
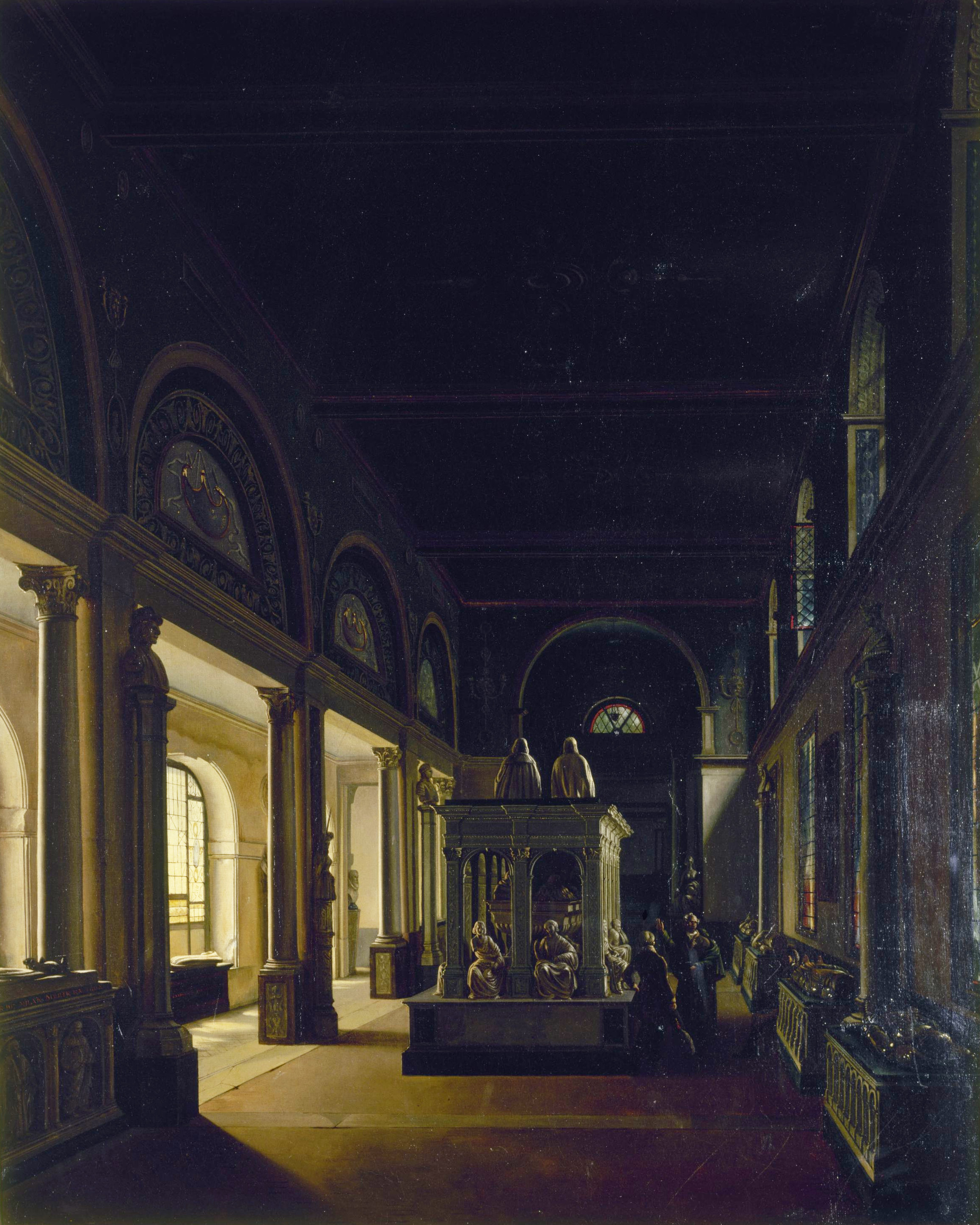
La Salle du XVe siècle.
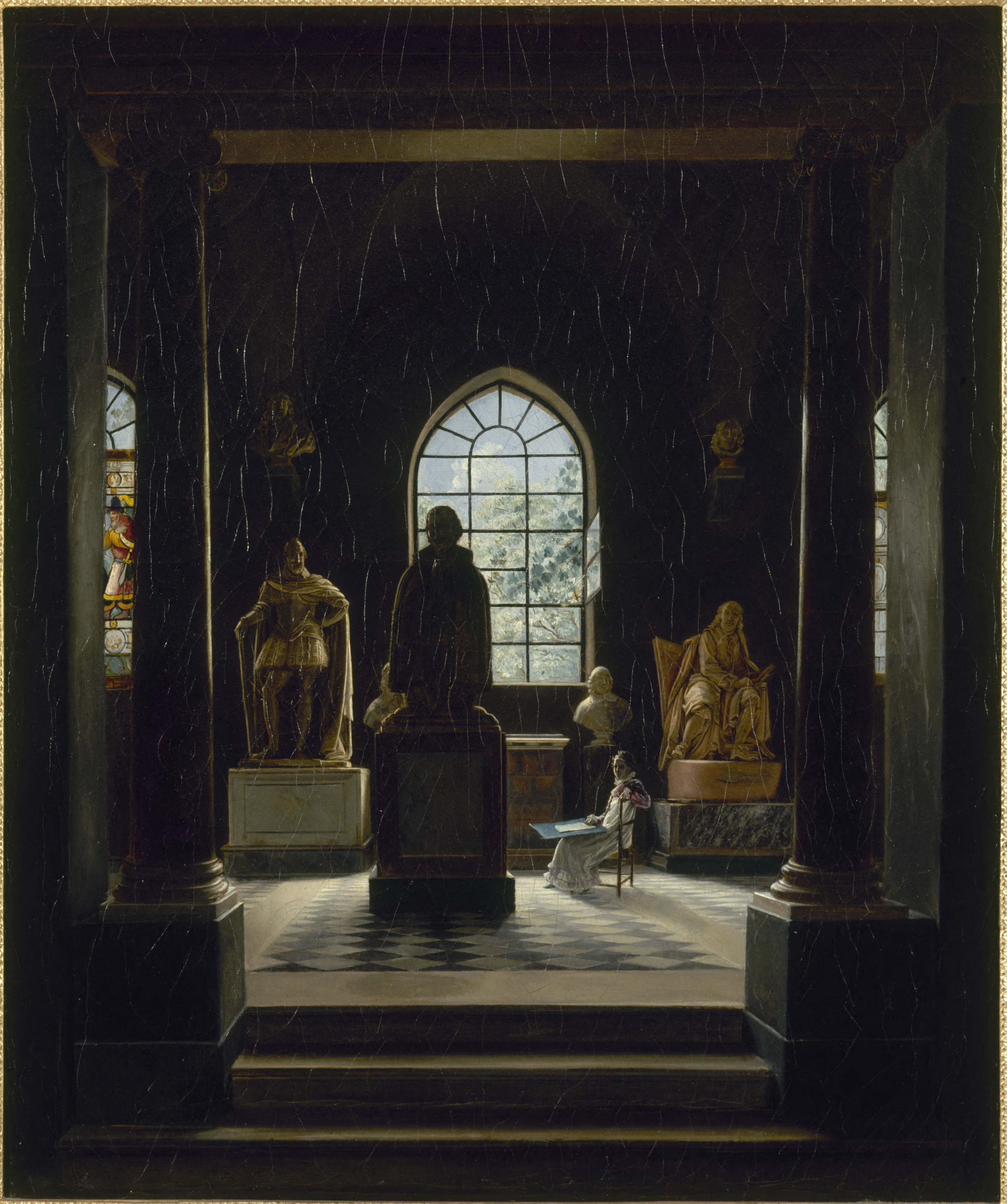
La Salle du XVIIe siècle.

## Fermeture du musée

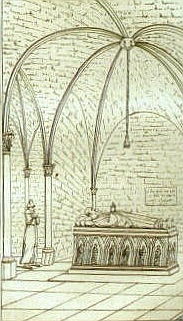
Tombeau d'Abélard dans le musée des Monuments français, gravure de Laurent Guyot d'après un dessin d'Alexandre Lenoir, ca. 1800.

Au retour de la monarchie, Louis XVIII fait fermer le musée (1816) : une grande partie des œuvres est restituée à leurs sites et propriétaires d'origine. Le reste est intégré aux collections du Louvre, en 1824, et au musée de Versailles, en 1836. La majorité des dépouilles (Molière, Jean de La Fontaine, Nicolas Boileau, Jean Mabillon, Héloïse et Abélard) sont transférées au cimetière du Père-Lachaise. Les trésors religieux contenus sont retournés aux églises (objets d’histoire, ils redeviennent objets religieux), notamment à la basilique Saint-Denis, pour servir aux restaurations de François Debret. Retirées par Eugène Viollet-le-Duc à partir de 1846, ces œuvres ont pour partie été affectées au musée de Cluny et au département des sculptures du musée du Louvre dans les années 1880.

## Expositions
- Du 7 avril au 4 juillet 2016, Un musée révolutionnaire, le musée des Monuments français d'Alexandre Lenoir, Paris, musée du Louvre.